# Seconds Apart
Seconds Apart è un film del 2011 diretto da Antonio Negret.

## Trama
Dopo la morte di quattro studenti delle superiori, il detective Lampkin, un uomo ossessionato dal fatto di non essere riuscito a salvare la moglie da un incendio, apre un'inchiesta. Mentre sta interrogando gli studenti nella scuola, una di essi, Katie Dunn, menziona gli strani gemelli Seth e Jonah Trimble. L'uomo convoca i due fratelli per l'interrogatorio.
Dopo la morte di Katie e del pedofilo Kirby, Lampkin deduce che i gemelli Trimble possiedono malvagi poteri telepatici e telecinetici che usano per costringere la gente a farsi del male ed uccidersi. Sempre nel corso della sua indagine, Lampkin scopre che i due gemelli malvagi sono il risultato di un terribile esperimento medico. I suoi superiori, convinti che l'uomo stia ancora soffrendo per la tragica perdita della moglie, non gli credono.
Nel frattempo, Jonah si innamora di una studentessa di nome Eva, provocando l'ira di Seth. Jonah dice al fratello di non voler più lavorare al loro "progetto". Seth, infuriato, si finge il fratello ed ha un rapporto sessuale con Eva. Scoperta la cosa Jonah ha uno scontro con Seth e la loro casa prende fuoco.
Eva cerca di intervenire sparando a Seth in una gamba, causando così l'ira di Jonah. Seth minaccia Eva e Jonah si lancia contro di lui, gettandolo nel fuoco. Entrambi i gemelli trovano così la morte nelle fiamme e nel crollo del pavimento. Il detective Lampkin giunto sul posto, salva Eva dal fuoco avvolgendola in una coperta e trascinandola fuori. Mentre sta morendo a causa dalle ustioni riportate, il detective Lampkin guarda Eva e vede al posto del suo volto quello sorridente della moglie morta.

## Premi e nomination
| Anno | Manifestazione                                  | Categoria      | Ricevente      | Risultato   |
| ---- | ----------------------------------------------- | -------------- | -------------- | ----------- |
| 2011 | Sitges - Catalonian International Film Festival | Miglior film   | Antonio Negret | Candidato/a |
| 2011 | Puchon International Fantastic Film Festival    | Best of Puchon | Antonio Negret | Candidato/a |